# جيري أدلر
جيري أدلر (بالإنجليزية: Jerry Adler)‏ مواليد 4 فبراير 1929 في بروكلين، نيويورك، الولايات المتحدة، هو ممثل ومخرج ومنتج أمريكي بدأ مسيرته الفنية سنة 1951.

## الأعمال

### أفلام
- في حذائها (2005)
- برايم (2005) (بدور: سام)
- سينكدوكي (2008)

### مسلسلات
- ماد أباوت يو (1993)
- حياة واحدة للعيش (1995)
- آل سوبرانو (1999)
- الجناح الغربي (2002)
- سي إس آي: ميامي (2005)
- اكبح حماسك (2011)
- ذا غود وايف (2011)
- موزارت في الأدغال (2014)

## روابط خارجية
- جيري أدلر على موقع IMDb (الإنجليزية)
- جيري أدلر على موقع أول موفي (الإنجليزية)
- جيري أدلر على موقع قاعدة بيانات برودواي على الإنترنت (الإنجليزية)
- جيري أدلر على موقع قاعدة بيانات الفيلم (الإنجليزية)
- جيري أدلر على موقع ليتربوكسد (الإنجليزية)